# Tesiers
Tesiers (en francès Théziers) és un municipi francès situat al departament del Gard i a la regió d'Occitània.